# Ramachandran Ramesh
Ramachandran Ramesh, noto anche come R. B. Ramesh (Chennai, 20 aprile 1976), è uno scacchista indiano.
Ottenne il titolo di Maestro Internazionale nel 1995, e di Grande Maestro nel 2003. 
Nel 2002 ha vinto a Torquay il Campionato britannico.
Nel 2007 ha vinto a Nuova Delhi il campionato del Commonwealth, davanti ai favoriti  Surya Ganguly, Gawain Jones, Abhijit Kunte e Parimarjan Negi. Terminò a pari punti con Ganguly, poi vinse lo spareggio.
Nel 2008 ha aperto a Chennai la scuola di scacchi "Chess Gurukul", dove si sono formati molti campioni di scacchi indiani.

Assieme a Susan Polgar, è stato il commentatore ufficiale del Campionato del mondo 2013 tra il detentore Vishy Anand e Magnus Carlsen.
È sposato con il Grande Maestro femminile (WGM) Aarthie Ramaswamy. 
Nel marzo 2025 è stato nominato Commissario tecnico della Nazionale italiana Open di scacchi.